# ゾヤ (小惑星)
ゾヤ (1793 Zoya) は小惑星帯に位置する小惑星である。1968年2月28日、ソビエト連邦の天文学者タマラ・スミルノワが発見した。

## 名称
第二次世界大戦中に18歳でパルチザングループに加わり、ドイツ軍によって絞首刑に処せられたソビエトの女性、ゾーヤ・コスモデミヤンスカヤ（1923年 - 1941年）に因んで命名された。(2072) コスモデミヤンスカヤは彼女の母親に因んで名付けられたものである。また、ゾーヤと同時に処刑されたヴェラ・ヴォロシナも、(2009) ボロシナに命名されている。